# Ike Taylor
(en) Statistiques sur pro-football-reference
Ike Taylor, né le 5 mai 1980 à Gretna, est un américain, joueur professionnel de football américain au sein de la national Football League. Il a joué pendant onze saisons pour les Steelers de Pittsburgh au poste de cornerback.

## Enfance
Taylor étudie à la Marion Abramson Senior High School de La Nouvelle-Orléans et y joue pour l'équipe de football américain aux postes de running back, defensive end, cornerback et placekicker. 

## Carrière

### Université
Il entre à l'Université de Louisiane à Lafayette où il suit des études de psychologie. Cependant, il est inéligible pour jouer dans l'équipe de football américain pendant deux saisons et doit attendre 2001 avant d'évoluer au sein des Ragin' Cajuns en NCAA Division I FBS. Au cours de sa première saison, il joue surtout en équipes spéciales ainsi qu'au poste de tailback. Pour sa dernière année, il change de poste et évolue comme cornerback. Il réalise à ce poste 46 tacles, dévie huit passes et provoque deux fumbles.

### Professionnel
Ike Taylor est sélectionné en 125e choix global lors du quatrième tour de la draft 2004 de la NFL par les Steelers de Pittsburgh. Au cours de ses deux premières années, il y joue surtout en équipes spéciales. En 2005, il est titularisé au poste de cornerback. Avant le début de la saison 2006, il obtient une revalorisation de contrat d'environ 22 millions de dollars pour les quatre saisons suivantes.  
Le jeu de Taylor commence à régresser lors de la saison de 2006 et il perd son rôle de titulaire après la dixième semaine de compétition. Il ne regagne son poste de titulaire que lors du dernier match de la saison à la suite d'une blessure d'un de ses coéquipiers.   
Pendant la saison 2007, sous la direction de Mike Tomlin, il passe au poste de cornerback gauche. Il gagne pour la première fois le prix du meilleur joueur NFL défensif de la semaine après le match contre les Seahawks de Seattle. Il retrouve définitivement une place de titulaire dans l’effectif et joue les seize matchs de la saison régulière. Lors de la saison suivante, il aide les Steelers de Pittsburgh à remporter le  Superbowl XLIII  joué contre les Arizona Cardinals, obtenant sa deuxième et dernière bague de champion.  
Après onze saisons en NFL au sein des Steelers de Pittsburgh, il annonce le 14 avril 2015 qu'il met fin à sa carrière de joueur professionnel.